# Microschismus
Microschismus là một chi bướm đêm thuộc họ Alucitidae.

## Các loài
- Microschismus antennatus Fletcher, 1909
- Microschismus cato Meyrick, 1927
- Microschismus columella Meyrick, 1927
- Microschismus ctenias Meyrick, 1911
- Microschismus cymatias Meyrick, 1918
- Microschismus fortis (Walsingham, 1881)
- Microschismus premnias Meyrick, 1913
- Microschismus sceletias Meyrick, 1911
- Microschismus serricornis Meyrick, 1914